# Квир уметност
Квир уметност, такође позната као ЛГБТ+ уметност или квир естетика, се у ширем смислу односи на модерне и савремене ликовно-уметничке праксе које се ослањају на тематику лезбејки, геј, бисексуалних и трансродних особа, као и на разне не-хетеросексуалне, не-цисродне сцене, личности и проблеме. Иако по дефиницији не може постојати јединствена „квир уметност“, савремени уметници који своје праксе идентификују као квир се често позивају на „утопијске и дистопијске алтернативе обичном, усвајају ставове одметника, прихватају криминал и непрозирност и стварају сродства и везе без преседана“. Квир уметност се такође повремено бави сексом и прихватањем неодобрених жудњи.
Квир уметност је веома специфична за локацију, са квир уметничким праксама које се појављују веома различито у зависности од контекста, чија видљивост може варирати од заговарања, до обрнуто, суочавања са негативним реакцијама, цензуром или криминализацијом. С обзиром да пол и род различито функционишу у различитим националним, верским и етничким контекстима, квир уметност нужно има различита значења.
Иако је израз „квир” хомофобична увреда из кризе сиде 1980-их у Сједињеним Државама, од тада до данас је поново присвојен и прихваћен од стране квир активиста и интегрисан у многе контексте енглеског говорног подручја, академске или друге. Међународне уметничке праксе ЛГБТ+ појединаца се стога често стављају под кровни термин „квир уметност” у контексту енглеског говорног подручја, иако се појављују изван историјског развоја политике рода и идентитета Сједињених Држава 1980-их.
Израз „Квир уметност“ је такође коришћен да се ретроактивно односи на историјски рад ЛГБТ+ уметника који су радили у време пре него што је призната данашња терминологија „лезбејка“, „геј“, „бисексуалац“ и „транс“, како се види на изложби галерије Тејт 2017. године, Queer British Art 1861–1967. Термин „квир” се налази у политици ненормативних, геј, лезбејских и бисексуалних заједница, иако није еквивалентан таквим категоријама и остаје флуидан идентитет.

## Почеци

### Рана квир-кодирана уметност
У Queer Little History of Art, историчар уметности Алекс Пилчер примећује да су кроз историју уметности, биографске информације о квир уметницима често изостављане, умањиване или интерпретиране под претпоставком хетеросексуалног идентитета. На пример, „истополни партнер постаје блиски пријатељ. Уметнички друг је представљен као хетеросексуални љубавни интерес“, а „геј уметници се описују као да су у целибату, асексуални или сексуално збуњени"
Током међуратног периода, веће прихватање квир индивидуа могло се видети у уметничким урбаним центрима као што су Париз и Берлин. У Њујорку 1920-их, говорници у Харлему и Гринвич Вилиџу су примали геј и лезбејске клијенте, а кафићи и барови широм Европе и Латинске Америке, на пример, постали су домаћини уметничким групама које су омогућавале геј мушкарцима да се интегришу у развој мејнстрим културе. Током овог периода, уметници су још увек развијали визуелне кодове који прикривено означавају квир идентитет. Историчар уметности Џонатан Дејвид Кац пише о апстрактним сликама Агнес Мартин као о „форми квир самоспознаје“ која производи напету, непомирену равнотежу њених слика, као што је у делу Night Sea (1963), говорећи о њеном прикривеном идентитету лезбејке.
Кац је даље тумачио употребу иконографије у комбинованим сликама Роберта Раушенберга, као што је слика Џуди Гарланд Bantam (1954) и референце на мит о Ганимеду на слици Canyon (1959), као алузије на уметников идентитет геј мушкарца. Примећујући Раушенбергов однос са Џаспером Џонсом, историчар уметности Ендрју Грејем-Диксон тумачи Џонсову монохроматску енкаустичну слику White Flag (1955) у односу на уметникова искуства као геј човека у репресивном америчком друштву. Грахам-Дикон примећује да би „ако [Џонс] призна да је геј могао би да оде у затвор. Са White Flag (прев. Белом заставом) је говорио да је Америка 'била земља у којој се [...] ваш глас не чује. Ово је Америка у којој живимо ми живимо; ми живимо под ћебетом. Ово је наш хладни рат. Ово је моја Америка“.
Године 1962. САД су почеле да декриминализују содомију, а до 1967. нови Закон о сексуалним преступима у Уједињеном Краљевству значио је да секс између мушкараца више није био илегалан. Међутим, многе квир особе су се и даље суочавале са притиском да наставе да се прикривају, што је погоршано Холивудским продукцијским кодом који је цензурисао и забрањивао приказе „сексуалне перверзије“ у филмовима произведеним и дистрибуираним у САД до 1968, што је укључивало геј везе.
Редитељка Роза фон Праунхајм је снимила више од 100 филмова на квир теме од касних 1960-их, од којих су неки оцењивани и на међународном нивоу. Неки њени филмови се сматрају прекретницама квир филма. Фон Праунхајм је међународно призната као икона квирр филма.

### Стоунволски нереди (1969)
Кључну прекретницу у ставовима према ЛГБТ+ заједници означили су немири у Стоунволу. У раним јутарњим сатима 28. јуна 1969. у Њујорку, посетиоци геј таверне Стоунвол ин, других лезбејских и геј барова у Гринич Вилиџу, и људи на улици из суседства узвратили су када је полиција постала насилна током полицијске рације. Ово је постало серија спонтаних, насилних демонстрација припадника ЛГБТ+ заједнице, а ови немири се сматрају једним од најважнијих догађаја који су довели до покрета за хомосексуално ослобађање.
Прва Парада поноса одржана је годину дана након нереда, а маршеви се сада одржавају сваке године широм света. Квир активистичка уметност, кроз плакате, табле и плакате, послужила је као значајна манифестација квир уметности из тог времена. На пример, фотографку Дону Готшалк усликала је фоторепортерка Дајана Дејвис на првој паради поноса 1970. у Њујорку, а Готшалк је пркосно држала знак на коме је писало „Ја сам твој најгори страх, ја сам твоја најбоља фантазија“.

## Формулација квир идентитета

### Епидемија сиде (1980-их до раних 1990-их)
Током 1980-их, епидемија сиде похарала је и геј и уметничке заједнице. У контексту САД, новинар Ренди Шилтс је у својој књизи And the Band Played On, тврдио да је администрација Роналда Регана одложила решавање кризе због хомофобије, с тим да је геј заједница сходно томе неповерљива према раним извјештајима и мерама предузетим за очување јавног здравља, што је резултирало инфекцијом стотина хиљада других. У истраживању спроведеном на лекарима од средине до касних 1980-их, велики број је навео да немају етичку обавезу да лече или брину о пацијентима са сидом. Десничарски новинари и таблоиди у САД-у и Великој Британији изазивали су забринутост око преношења ХИВ-а стигматизацијом геј мушкараца. Активистичке групе биле су значајан извор заступања за законодавство и промену политике, са, на пример, формирањем АЦТ-УП, СИДА коалиције за ослобађање моћи 1987. године.
Многи уметници у то време су тако деловали у својству активиста, захтевајући да их саслушају и влада и медицинске установе. Пројекат [[Silence=Death Project]] (прев. Тишина=смрт), колектив од шест особа, црпео је од утицаја као што је група феминистичких уметничких активизама, Guerrila Girls, да би произвео култни постер Silence=Death Project, који је био облепљен по целом граду и користио га АЦТ-УП као централну слику у њиховој активистичкој кампањи. Колектив Gran Fury, који је 1988. основало неколико чланова АЦТ-УП-а, служио је као незванични креатор агитпропа организације, стварајући герилску јавну уметност која се ослањала на визуелну иконографију комерцијалних реклама, као што се види у Kissing Doesn't Kill: Greed and Greed and Indifference Do (1989). Лезбејска феминистичка уметничка активисткиња колективна жестока пичка такође би била основана 1991. године, посвећена уметничкој акцији у сарадњи са АЦТ-УП.
Кит Херинг је посебно користио своју праксу да створи активизам и заговара свест о сиди у последњим годинама његовог живота, као што се види на постеру Незнање = Страх (1989) или акрилном на платну Тишина = Смрт (1989), обоје који призивају иконички плакат и мото.
Изван оквира активистичке уметности, фотографкиња Нан Голдин би документовала овај период Њујорка у свом главном делу, Тхе Баллад оф Секуал Депенденци, који је обухватао изложбу слајдова из 1985. и издавање књиге уметника из 1986. са фотографијама снимљеним између 1979. и 1986. хватање пост- Стоунвол геј субкултуре тог времена. Године 1989, британски уметник и филмски стваралац Исак Јулиен објавио је свој филмски рад Looking for Langston, који слави црначки геј идентитет и жељу кроз нелинеарну нарацију која је потекла из Харлемске ренесансе 1920-их у Њујорку, као и тадашњег контекста 1980-их, са Контроверзне фотографије црнаца геј мушкараца Роберта Мапплетхорпа приказане у филму, на пример.
Феликс Гонзалез-Торес ће раних 1990-их стварати дела која су одговорила на кризу сиде која је наставила да пустоши геј заједницу. Гонзалез-Торесов Untitled (1991) садржао је шест црно-белих фотографија уметниковог празног брачног кревета, увећаних и постављених као билборди широм Менхетна, Бруклина и Квинса у зиму 1991. Веома лична тачка гледишта која је објављена у јавности, истакла је одсуство квир тела, а рад је био изложен након времена када је Гонзалес-Торесов љубавник, Рос Лејкок, умро од компликација повезаних са сида у јануару 1991.

### Поновно присвајање квир и политике идентитета
Током 1980-их, хомофобични израз који је коришћен за злостављање, „квир”, почео је да се широко користи, појављујући се од сензационализованих медијских извештаја до контракултурних часописа, у баровима и часописима, и појављујући се у алтернативним галеријама и у понеком музеју. Концепт је тако интегрисан у академију и поново присвојен као облик поноса од стране квир активиста.
Мејплторпова ретроспектива из 1988. The Perfect Moment, која је изложила портрете фотографа, студије међурасних фигура и цветне аранжмане, покренула је дебату о средствима која се додељују квир уметницима. Меплтроп је био познат по својим црно-белим портретима славних, аутопортретима, портретима људи који се баве БДСМ-ом и хомоеротским портретима црних голих мушкараца. Експлицитне сексуалне слике Меплторповог рада изазвале су дебату о томе шта би новац пореских обвезника требало да финансира. Од пролећа 1989. коалиција хришћанских група и конзервативних изабраних званичника водила је медијски рат против владиног финансирања „дегутантне“ уметности, приговарајући да је новац из гранта Националне задужбине за уметност ишао квир уметницима као што су Роберт Меплторп и Карен Финли, распирујући културни рат. Амерички закон би спречио да се федерални новац користи за „промовисање, подстицање или одобравање хомосексуалних активности“, што је такође довело до укидања средстава за програме за борбу против сиде. Од 1987. године, централна влада у УК би забранила локалним саветима да користе јавна средства за „промовисање хомосексуалности“.
Амерички концептуални уметник Глен Лигон пружио је уметнички одговор који је критиковао и конзервативну идеологију која је подстакла културне ратове и Мејптропове проблематичне слике квир црнаца. Одговарајући на Мејптропов рад Black Book (прев. Црна књига; 1988), серију фотографија хомоеротских голих црнаца који нису успели да размотре теме у оквиру ширих историја расног насиља и сексуалности, Лигон је креирао дело Notes on the Margin of the Black Book (прев. Напомене на маргини Црне књиге; 1991-1993). Приказан на Витнијевом бијеналу 1993. године, Лигон је уоквирио сваку страницу Мејплтропове књиге у њеном оригиналном редоследу, постављајући их у два реда на зид, између њих убацујући око седамдесет уоквирених текстова који се односе на расу из различитих извора, као што су историчари, филозофи, верски јеванђелисти, активисти и кустоси. Предлажући да је Мејплторпов рад пројекција страхова и жеља на црно мушко тело, Лигон демонстрира преплитање пола, расе и жеље, који је део његове шире праксе истраживања конструкције црног идентитета кроз речи и слике.
Политика идентитета би се тако даље развијала као одговор на покушаје десничарских, конзервативних и верских група да потисну квир гласове у јавности. У оквиру политике идентитета, идентитет функционише „као оруђе за постављање политичких тврдњи, промовисање политичких идеологија или стимулисање и оријентисање друштвене и политичке акције, обично у ширем контексту неједнакости или неправде и са циљем да се потврди групна посебност и припадност и добијање моћи и признања“. Активистичка група Фронт за геј ослобођење би предложила квир идентитет као револуционарни облик друштвеног и сексуалног живота који би могао пореметити традиционалне представе о полу и роду. У скорије време, међутим, критичари су довели у питање ефикасност политике идентитета која доследно функционише као самодефинисана, опозициона „друга“ опција.
Паралелно са квир уметношћу иду и дискурси феминизма, који су утрли пут сексуално позитивној квир култури и покушајима да се разбију опресивне патријархалне норме. На пример, рад Кетрин Опи снажно делује унутар феминистичког оквира, додатно обавештен њеним идентитетом као лезбејке, иако је изјавила да квирнесс не дефинише у потпуности њену праксу или идеје. Опијева серија фотографија, Being and Having (1991), укључивала је снимање њених пријатеља у крупним фронталним портретима, са асертивним погледима на жутој позадини. Ови субјекти су изабрани из Опијеве групе пријатеља, који се нису уредно придржавали традиционалних родних категорија. Детаљи попут лепка који се видљиво користи за причвршћивање лажних длака на лицу код особа женског тела стављају у први план перформативну природу пола.
Током 1990-их у Пекингу, кинески уметник Ма Лиуминг ће бити укључен у уметничку заједницу Пекинг Ист Вилиџ, основане 1993. Године 1994. поставио је уметнички перформанс Fen-Ma + Liuming's Lunch (1994). У перформансу је уметник преузео личност трансродне жене по имену Фен-Ма Лиуминг, која би припремала и служила кувану рибу за публику док је била потпуно гола, да би на крају села и причврстила велику цев за веш на свој пенис, сисала и дисала на други крај цеви. Ма је ухапшен због таквих наступа, а 1995. полиција је приморала уметнике да се иселе из пекиншког Ист Вилиџа, а Ма је почео да ради ван Кине.

## 21. век
Од 2000-их, квир праксе настављају да се развијају и документују на међународном нивоу, са сталним нагласком на интерсекционалности, где се нечији друштвени и политички идентитети као што су пол, раса, класа, сексуалност, способност, између осталог, могу спојити да стварају јединствени начини дискриминације и привилегија.
Значајни примери укључују уметницу, редитељку и извођачицу из Њујорка и Берлина Ву Цанг, која реимагинира расне, родне репрезентације, са својом праксом која се бави скривеним историјама, маргинализованим наративима и самим чином извођења. Њен видео рад WILDNESS (2012) конструише портрет  латино ЛГБТ+ бара у Лос Анђелесу, Silver Platter, интегришући елементе фикције и документарца да би приказао Цангов сложен однос са баром Даље истражује утицај гентрификације и промене града на посетиоце бара, који су претежно радничка класа, Хиспаноамериканци и имигранти.
Канадски уметник перформанса Касилс најпознатији по свом делу из 2012, Becoming an Image, који укључује перформанс у коме усмерава серију удараца, шутева и напада на глинени блок од 2000 фунти у потпуном мраку, док је чин само осветљен уз блицеве фотографа. Коначне фотографије приказују Касила у готово исконском стању, како се зноји, прави гримасу и лети кроз ваздух док удара глинене блокове, стављајући нагласак на физичкост њиховог родно неусаглашеног и трансмаскулиног тела. Други пример укључује њујоршку уметницу, списатељицу, перформерку и ди-џеј Џулијану Хакстабл, део квир уметничког колектива, House of Ladosha, уметница је излагала своје фотографије са својом поезијом на Тријеналу Новог музеја, са радовима као што је Untitled in the Rage (Nibiru Cataclysm) из серијала Universal Crop Tops for All the Self Canonized Saints of Becoming. У њему, Хакстебл настањује футуристички свет у коме је у стању да поново замисли себе осим трауме из детињства, где јој је додељен мушки род док је одрасла у конзервативној баптистичкој кући у Тексасу.
Штавише, док су квир уметници, као што су Занеле Мухоли и Кехинде Вилеј, имали анкетне изложбе средином каријере у великим музејима, о идентитету, полу и раси уметника се чешће расправља него о сексуалности. Вилејева сексуалност, на пример, није истакнута у његовој ретроспективи Бруклинског музеја.

### Spectrosynthesis – Asian LGBTQ Issues and Art Now
Године 2017., путујућа емисија о азијској ЛГБТК уметности, Spectrosynthesis – Asian LGBTQ Issues and Art Now, дебитовала је у Музеју савремене уметности у Тајпеју, Тајван. Убрзо након одлуке Тајванског Вишег суда о легализацији истополних бракова у мају 2017., ово би била једна од најранијих уметничких изложби која се посебно фокусира на ЛГБТК питања у владиној институцији у Азији. На изложби су излагала 22 уметника из Тајвана, Кине, Хонг Конга и Сингапура са укупно 51 уметничким делом. Садржао би уметничко-историјска дела Шија Де-џина, Мартина Вонга, Ценг Квонг Чија и Ку Фу-шенга, заједно са колекцијом новијих дела углавном створених после 2010. од стране уметника као што су Самсон Јанг, Ву Цанг и Минг Вонг.
Друга итерација емисије, Spectrosynthesis II – Exposing Tolerance: LGBTQ Art in Southeast Asia, одржана је у Бангкок центру за уметност и културу, Тајланд 2019. године. На њему би учествовало преко 50 уметника као што су Динх К. Ле, Данх Во и Рен Ханг, уз нове прилоге који раде Самак Косем и Сорнрапат Патхаракорн, Балбир Кришан, Давид Медала, Арин Рунгјанг, Анне Самат, Јакај Сирибутр и Чов Тинли, са већи нагласак уметника из југоисточне Азије.

## Квир уметност и јавни простор
квир праксе имају запажену везу са јавним простором, од плаката активиста из 1980-их и 1990-их, до мурала, јавних скулптура, споменика и графита. Од плаката Truism Џени Холцер из 1970-их, до графита Давида Војнаровица раних 1980-их, јавни простор је служио као политички значајно место за квир уметнике да прикажу свој рад након година потискивања.
Значајан пример је пројекат НАМЕС СИДА Мемориал Куилт који је осмислио активиста Цлеве Јонес. Континуирано растуће дело јавне уметности, омогућава људима да обележе своје вољене изгубљене због болести кроз квадрате јоргана. Први пут је приказан 1987. током Националног марша у Вашингтону за права лезбејки и хомосексуалаца, у Националном тржном центру у Вашингтону, покривајући површину већу од фудбалског терена. Тренутно, људи настављају да додају панеле у част именима изгубљених пријатеља, а пројекат је прерастао у различите инкарнације широм света, такође је добио номинацију за Нобелову награду за мир и прикупио 3 милиона долара за организације које се баве сидом.

## Критика
У покушају да се квир уметност схвати као целина, ризикује се припитомљавање квир пракси, изглађивање радикалне природе и специфичности појединачних пракси. Ричард Мејер и Кетрин Лорд даље тврде да са прихватањем термина „квир“, постоји ризик да се опорави као „мало више од бренда стила живота или тржишне нише “, са оним што је некада било укорењено у радикалној политици сада мејнстрим, чиме се уклања њен трансформативни потенцијал.
На крају, превише блиско ограничавање квир уметности у контексту догађаја у САД и Великој Британији искључује различите праксе ЛГБТ+ појединаца изван тих географских подручја, као и различите концепције квира у различитим културама. Међутим, то је више од тога и квир култура је широко распрострањена ван претпостављене демографске.